# Богданівка (Миколаївський район)
Богдані́вка — село в Україні, у Березанській селищній громаді Миколаївського району Миколаївської області. Населення становить 25 осіб.

## Історія
11 серпня 2017 року Дмитрівська сільська рада, в ході децентралізації, об'єднана з Березанською селищною громадою.
17 липня 2020 року, в результаті адміністративно-територіальної реформи та ліквідації Березанського району, село увійшло до складу Миколаївського району.